# Groupe Simancas
 (août 2023).
La mise en forme du texte ne suit pas les recommandations de Wikipédia : il faut le « wikifier ».
Les points d'amélioration suivants sont les cas les plus fréquents. Le détail des points à revoir est peut-être précisé sur la page de discussion.
- Les titres sont pré-formatés par le logiciel. Ils ne sont ni en capitales, ni en gras.
- Le texte ne doit pas être écrit en capitales (les noms de famille non plus), ni en gras, ni en italique, ni en « petit »…
- Le gras n'est utilisé que pour surligner le titre de l'article dans l'introduction, une seule fois.
- L'italique est rarement utilisé : mots en langue étrangère, titres d'œuvres, noms de bateaux, etc.
- Les citations ne sont pas en italique mais en corps de texte normal. Elles sont entourées par des guillemets français : « et ».
- Les listes à puces sont à éviter, des paragraphes rédigés étant largement préférés. Les tableaux sont à réserver à la présentation de données structurées (résultats, etc.).
- Les appels de note de bas de page (petits chiffres en exposant, introduits par l'outil «  Source ») sont à placer entre la fin de phrase et le point final[comme ça].
- Les liens internes (vers d'autres articles de Wikipédia) sont à choisir avec parcimonie. Créez des liens vers des articles approfondissant le sujet. Les termes génériques sans rapport avec le sujet sont à éviter, ainsi que les répétitions de liens vers un même terme.
- Les liens externes sont à placer uniquement dans une section « Liens externes », à la fin de l'article. Ces liens sont à choisir avec parcimonie suivant les règles définies. Si un lien sert de source à l'article, son insertion dans le texte est à faire par les notes de bas de page.
- La présentation des références doit suivre les conventions bibliographiques. Il est recommandé d'utiliser les modèles {{Ouvrage}}, {{Chapitre}}, {{Article}}, {{Lien web}} et/ou {{Bibliographie}}. Le mode d'édition visuel peut mettre en forme automatiquement les références.
- Insérer une infobox (cadre d'informations à droite) n'est pas obligatoire pour parachever la mise en page.

Pour une aide détaillée, merci de consulter Aide:Wikification.
Si vous pensez que ces points ont été résolus, vous pouvez retirer ce bandeau et améliorer la mise en forme d'un autre article.
Le Groupe Simancas (1967-2007) était un collectif de peintres originaires de Valladolid qui ont établi leurs ateliers dans la localité de Simancas (Valladolid). Le groupe d'artistes et d'intellectuels a créé une dynamique de travail avec des influences mutuelles dans la province de Valladolid pendant les années soixante et soixante-dix, élargissant les horizons de la culture locale.

## Formation du Groupe
Dans la galerie que Fernando Santiago ("Jacobo") (1932-2017) avait à Valladolid, au 2 rue Miguel Íscar, des expositions et des rassemblements ont commencé en 1965,. Un groupe éclectique d'amis avec différentes approches et dédicaces concernant la peinture se réunissait là-bas, et plus tard, à partir de 1972, ils se sont établis à Simancas, où Fernando Santiago lui-même a acquis des espaces pour y déménager leurs activités. Ce groupe s'est consolidé autour de Fernando Santiago et de Félix Cuadrado Lomas (1930-2021), Gabino Gaona (1933-2007), Jorge Vidal (1943-2006), Domingo Criado (1935-2007) et Francisco Sabadell (1922-1971),. Un journaliste, Emilio Salcedo, donnera au groupe le nom de cette localité. Fernando Gutiérrez Baños, commissaire de la rétrospective de 2011, souligne qu'« il n'y a jamais eu de groupe fermé ni de livre d'enregistrement avec une idéologie, bien que leur essence puisse être résumée en six points ». D'autres peintres, sculpteurs, céramistes et écrivains étaient également dans l'orbite du groupe, ou entretenaient des relations et des influences réciproques avec ses membres. C'est le cas d'Alejandro Conde López, également originaire de Valladolid, stylistiquement proche et de la même génération que Cuadrado Lomas ou Gaona, qui a exposé à la galerie de Fernando Santiago mais qui a ensuite migré à Paris puis s'est installé à Madrid ; ou de Carlos León Escudero, très jeune à l'époque, qui a commencé sa carrière avec le soutien du groupe. Le Groupe Simancas disparaît pratiquement avec la mort en peu de temps de trois de ses membres (Vidal, Gaona et Criado).

## Style
Les six peintres du groupe central avaient des formations, des dédicaces, des styles et des intérêts différents, mais ont maintenu une relation étroite pendant des années. Félix Cuadrado Lomas était influencé par le cubisme, avec le paysage comme thème récurrent et une utilisation calculée de la couleur. Jorge Vidal, un Chilien arrivé à Valladolid en 1967, a développé une œuvre caractérisée par une frappante abstraction colorée. La peinture abstraite de Domingo Criado est expressive et émotionnelle. Gabino Gaona a également créé des tableaux expressifs et colorés, avec le paysage castillan comme thème partagé avec le groupe, le connectant particulièrement à Cuadrado Lomas. Francisco Sabadell, le plus âgé de tous et le premier à décéder, a axé sa peinture sur les paysages et a connecté le groupe avec le monde de la poésie. Enfin, l'artiste et galeriste Fernando Santiago "Jacobo" a fourni les espaces où les activités du groupe avaient lieu et a développé sa propre œuvre dans laquelle, une fois de plus, le paysage et la couleur, peut-être les leitmotivs du groupe, étaient au centre de l'attention.

## Thématique
Les artistes du Groupe Simancas partagent une attention particulière à l'expressivité de la couleur, mais leurs thèmes et leurs styles sont divers, allant du cubisme à l'expressionnisme en passant par l'abstraction. Évidemment, il y a des échanges et des influences réciproques, et dans plusieurs cas, une formation précoce commune, qui s'étend également à des artistes proches du groupe mais qui n'en faisaient pas strictement partie. Si l'on peut parler d'un thème partagé, d'une source commune, peut-être sublimée dans la peinture de nombre de ces artistes, c'est le paysage castillan:

« Leur engagement envers la terre qui les a vus naître s'est concrétisé par une revendication identitaire et essentialiste des champs de Castille, qui s'inscrit dans la plus belle tradition paysagère de l'art contemporain espagnol. »

## Influences
La peinture du groupe porte une grande diversité d'influences, commençant par les avant-gardes du début du XXe siècle et l'École de Paris. Des traces de Fauvisme, de Cubisme, d'Expressionnisme allemand et viennois, et d'Expressionnisme abstrait américain peuvent être détectées. Comme indiqué dans la brochure de l'exposition de 2011 au Museo Patio Herreriano:

« ... le Groupe Simancas était avant tout un groupe d'amis dépourvu d'une approche esthétique définie au-delà d'un engagement en faveur d'un art novateur qui a conduit ses membres à explorer différents langages de la modernité (parfois plus contemporains, parfois appartenant à la tradition la plus vénérable des avant-gardes historiques) »

## Œuvre
Dans la rétrospective tardive de 2011, lorsque certains de ses membres étaient déjà décédés, 72 tableaux étaient exposés, aujourd'hui conservés dans des collections publiques et privées.